# Eriope macrostachya
Eriope macrostachya là một loài thực vật có hoa trong họ Hoa môi. Loài này được Mart. ex Benth. mô tả khoa học đầu tiên năm 1832.

## Hình ảnh

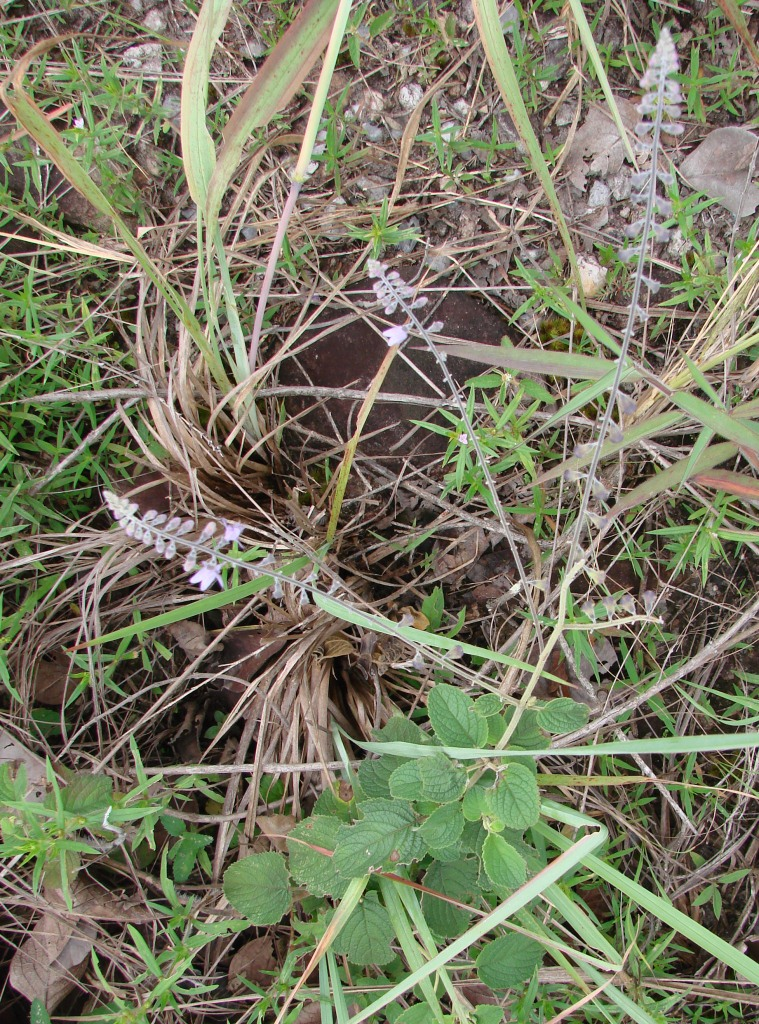
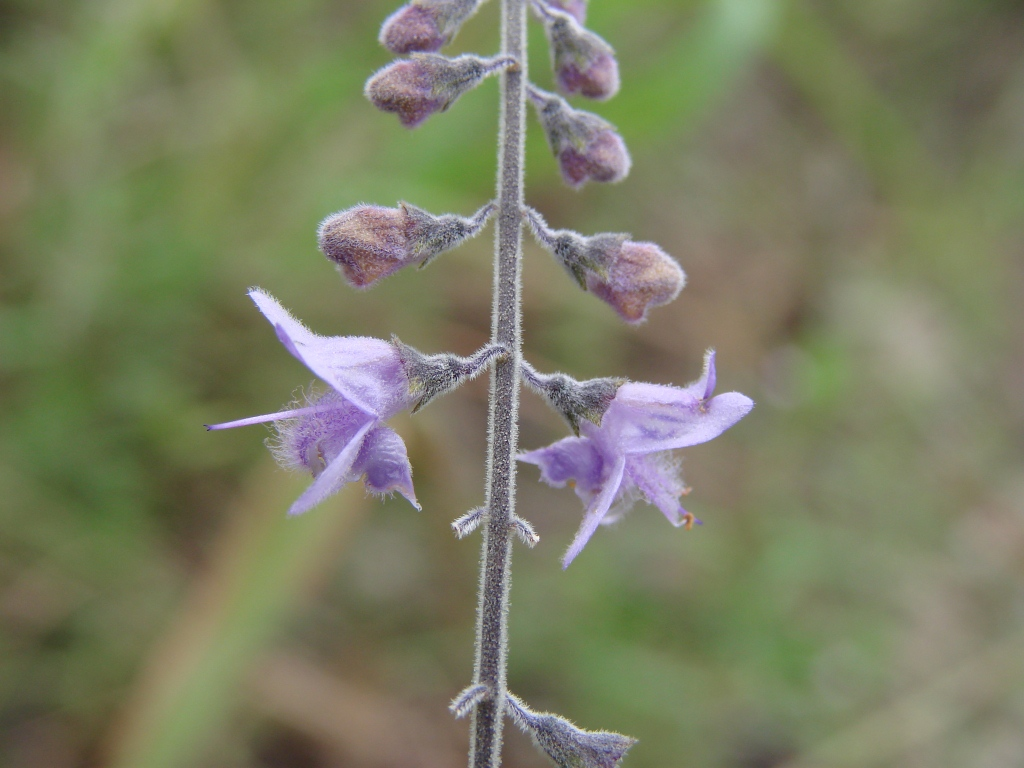